# Ходж, Фредерик
Фредерик Уэбб Ходж (англ. Frederick Webb Hodge; 28 октября 1864, Плимут — 28 сентября 1956) — американский издатель, антрополог, археолог и историк.
Родители, Эдвин и Эмили Ходж, переехали из Великобритании в Вашингтон, когда Фредерику было 7 лет. В Вашингтоне он учился в Кембриджском колледже (Университет Джорджа Вашингтона).
Ходж поступил на работу в Смитсоновский институт в 1901 году в качестве исполнительного ассистента, ответственного за международный обмен, однако перешёл на работу в Бюро американской этнологии в 1905 году, где он работал до 28 февраля 1918 года. В 1907 и 1910 годах под его редакцией был выпущен 2-томный труд «Справочник по американским индейцам к северу от Мексики» (Handbook of American Indians North of Mexico). Ходж редактировал объёмную серию индейских фотографий Эдварда Кёртиса. Справочник Ходжа оставался крупнейшей энциклопедией по североамериканским индейцам вплоть до выхода 20-томного справочника У. Стёртеванта.
После увольнения из Бюро он переехал в Нью-Йорк, где стал редактором и помощником директора филиала Национального музея американских индейцев — фонда Джорджа Густава Хея. В 1915 году вместе с директором музея Дж. Г. Хеем и сотрудником музея Дж. Пеппером Ходж предпринял раскопки кургана Накучи близ города Хелен в штате Джорджия. После этого, в 1917—1923 годах, Ходж руководил раскопками руин Хавику близ поселения индейцев зуни.

## Почётные степени
- Колледж Помоны — доктор наук (1933)
- Университет Нью-Мексико — доктор права (1934)
- Университет Южной Калифорнии — доктор словесности (1943)